# 花井美理
花井 美理（はない みり、1984年10月15日 - ）は、日本のタレント、グラビアアイドル 、ミュージシャン。フリーランス、東京都出身。

## 略歴
- 2003年4月 大学在学中にメタルボックスに所属[注釈 1]。同年9月、『まぁるまん』（ぶんか社）にてグラビアデビュー[2]。
- 2004年 『給与明細』ほかバラエティ番組へ出演し始める。
- 2004年12月 「アイドルファンド第2号プロジェクト」への参加を発表（プロジェクト期間は、2005年2月21日 - 2006年3月31日）。
- 2005年2月 ショートムービー「逢魔が刻」[注釈 2]、同年11月に映画『ゴシックロリータ』で主演を務める。
- 2005年6月22日　ジェネオン エンタテインメントから『予感』で歌手デビュー。高木完がプロデュースを務める。
- 2006年10月 芸名を花井美里から花井美理に改名。改名と同時に所属事務所をプレゼントエージェンシーからメタルボックスに復帰[3]。
- 2008年6月 内外タイムス紙上にて小説『緋鬼譚』を連載。
- 2009年から2024年現在までフリーランスとして活動中。

## 人物・エピソード
- 趣味は読書、カラオケ。特技は小説を書くこと。
- 芸名の美里（現：美理）は小さな身長のミリメートルから取っている。「運気のいい名前になる」という占いの先生による助言で「里」から「理」に変えたのが理由である[4]。また美里の時は「みさと」と読み間違えられる事が多かったのも理由。
- 幼い頃にクリストファー・リー主演の映画『吸血鬼ドラキュラ』を観て吸血鬼が好きになった[5]。また、吸血鬼好きが高じて（吸血鬼作品に登場するような）棺を所持しており[6]、写真集『愛奴ルンルン』やショートムービー「逢魔が刻」[注釈 2]の作品中に使用されている。
- 中学1年生の時には既にFカップあったという[7]。
- 高校時代に「国立病院ダイエット」を実践し、10キロの減量に成功した。ただし、自身のブログ『ミリ的ドラキュライフ』にて、同ダイエット方法は栄養バランス的な根拠があまり定かではなく、根性も必要であり、実践には注意が必要と記述している。
- 2010年12月頃に前身の『ミリ的ドラキュライフ』が急に閉鎖した理由は、ブログの総合管理と業務提携をしてもらっていた会社から離れる事になったからと説明。現在は『mirion』として2011年2月5日付けからブログを更新している。[8]
- ゴスロリファッションを好み、その手の仕事も数件こなしている。
- 復帰してDVDイベントを行った際に昔（Hカップ）より胸が大きくなっていてIカップには確実になっている、とコメントしたが復帰後は95cmJカップで活動している。

## 出演

### テレビ番組
- 給与明細（2004年5月 - 、テレビ東京）- 準レギュラー
- あきと由佳のIdol Park（2004年7月、エンタ!371）
- 音箱登龍門(CLUB TOURYUMON)（2005年7月25日、フジテレビ）
- パチろ〜!（2007年6月11日、奈良テレビ）
- 銀玉王（2007年6月21日、サンテレビ）
- アドレな!ガレッジ（2008年4月8日、テレビ朝日）
- チャンスドビュッシー（2008年6月16日・23日、BSジャパン）
- チュートリアルのチューして!（2008年10月6日、関西テレビ）
- スカパー! 夏☆アイドルオールスター水泳大会2009 in としまえん（2009年8月2日、スカチャン）
- 愛しのメロンパン（2009年9月26日、CS朝日）
- ネオバラエティ祭り・『ぷっ』すま 秋の大豊作SP（2009年10月6日、テレビ朝日）
- 村上マヨネーズのツッコませて頂きます！（2019年1月9日、関西テレビ・フジテレビ）
- まんぐーどうでしょう（2020年～2021年、群馬テレビ）
- ケンコバのバコバコナイト(ラブホの湯)（20年6月3日、10日、17日、24日、サンテレビ、KBS京都、びわ湖放送）

### ラジオ
- MILYRIAN CHAT RADIO（2005年1月 - 3月、FM FUJI）
- 着ラジ（2005年4月 - 10月、ニッポン放送）
- ASIAN美少女ファイル（2007年1月31日、USEN）
- 銀河に吠えろ!宇宙GメンTAKUYA（2009年8月4日、ニッポン放送）
- メロウタッチ（2016年10月21日～、FMチャッピー）
- ステラ☆HAPPY!LIVE!（20年06月03日市川うららFM）

### 映画
- ゴシックロリータ（2005年、監督：内田準也）- 主演・リミカ役
- 御茶漬海苔の惨劇館『できもの』 （2009年公開予定） - 主演・花 役

### CM
- Nike Cosplay（2006年、ナイキジャパン） - 第5回東京インタラクティブ・アド・アワード グランプリ受賞
- CTC競輪電話投票加入サイト（2008年7月）

### WEB
- BOMB発 完全無料型アイドルポータルサイト! Bibus
- ネットラジオ/インターネット放送局 「ニンニンちくび」（2006年・2009年、2219.jp）
- ザ・テンメイワールド（2008年10月 - ）
- うぶだく!（2009年2月27日、ぽけら インターネットラジオ）
- メンズサイゾー（2009年）

### 音声配信
- よゐこ有野のノーギャラジオ（2022年10月3日、Radiotalk）[9]

### その他
- ゲーム 「METAL GEAR SOLID 3 SNAKE EATER」（2004年、コナミ）
- PV BEAT CRUSADERS 「FEEL」（2005年）

## 作品

### CD
- マキシシングル「予感」（2005年6月22日、ジェネオン エンタテインメント）
- アルバム「黒猫は夢見し」 ※ねこと花かんむり
- マキシシングル「師匠」 ※ねこと花かんむり

### イメージビデオ
※太字タイトルはBD版同時発売
- SEXY PRIDE（2003年11月30日、ベガファクトリー）
- Million Kiss（2004年3月19日、竹書房）
- CHIKU-BILL（2004年6月25日、ぶんか社）
- 花井美里 コラボレーションBOX（2004年8月28日、さくら堂）- トレカ30枚と特典カード1枚入り
- ハニーハネムーン～花嫁はHカップ（2004年11月1日、エアーコントロール）- 2枚組DVD
- メロメロ～ン（2004年11月22日、エアーコントロール）- 2枚組DVD
- DVDマガジン「メロンガール」1冊まるごとぜ〜んぶ花井美里（2004年12月20日、i-dol.tv）
- 月刊 花井美里 DVDスペシャル（2005年2月23日、新潮社）- ショートムービー（監督：中原俊）+「月刊 花井美里」メイキング映像
- CLIMAX（2005年7月21日、ジェネオン エンタテインメント）
- Bust Out!～Gorgeous～（2005年10月26日、ジェネオン エンタテインメント）
- 妄想H93 Knockout（2005年12月29日、ジャパン・デジタル・コンテンツ信託）- ラジオドラマCD付
- with you～卒業～（2006年2月14日、フォーサイド・ドット・コム）
- with you～旅立ち～（2006年2月14日、フォーサイド・ドット・コム）
- やるじゃん!（2006年4月7日、竹書房）
- H-concept（2006年5月26日、マーレ）
- shake! shake!（2006年7月20日、ラインコミュニケーションズ）[10]
- 7ミリ超巨乳でGO（2006年12月21日、BNS）共演：華彩なな
- MIRI HANAI IN SECRET（2008年8月29日、ぶんか社）
- CARA 花井美理（2009年1月29日、デジワークス）
- メゾン・ド・ミリ（2009年4月25日、エアーコントロール）
- ミリ☆オネア（2009年6月25日、エアーコントロール）
- 魅了素肌。（2010年10月29日、オルスタックピクチャーズ）
- ミリオンタイム（2014年2月21日、イーネット・フロンティア）[11]
- Peach Bomb ハッピーボディ（2014年11月21日、M.B.D.メディアブランド）
- めぐり逢い（2016年5月20日、イメカ合同会社）
- Jの恋人（2017年1月27日、グレイトワークス）
- 950ミリパイ（2017年3月31日、グレイトワークス）
- Secret Lover（2017年9月29日、シャイニングスターエンターテイメント）
- ふたりきりの同窓会（2018年3月25日、笑夢）
- Anniversary（2023年6月23日、イーネット・フロンティア）[12][13]
- Date 〜ボクノコイビト〜（2023年11月29日、スパイスビジュアル）[14]
- Happening!（2024年3月22日、竹書房）[15]
- My Teacher～ヒミツの補習授業～（2024年11月10日、ラインコミュニケーションズ）[16]
- 初恋のつづき（2025年2月26日、スパイスビジュアル）[17]
- snow（2025年7月25日、竹書房）[18]

## 書籍

### 雑誌
- BREAK Max（コアマガジン）- コラム「花井美理のベストチョイス」を連載

### 小説
- 吸血鬼同居人（2006年6月 - 9月、Gothic&Lolita Bible携帯サイト）- ケータイ小説
- 緋鬼譚（2008年6月 - 8月、内外タイムス）

### 写真集
- 初H!（2003年12月、英知出版、撮影：藤田健五）ISBN 4754215702
- ミリオン・キス（2004年3月19日、竹書房、撮影：田村浩章）ISBN 4812415594
- miri-on!(ミリオンムック)（2004年5月、大洋図書）ISBN 4813060129
- CHIKU-BILL（2004年6月25日、ぶんか社、撮影：小塚毅之）ISBN 4821126141
- INTRUDER（2004年10月、音楽専科社、撮影：小塚毅之）ISBN 487279169X
- 月刊 花井美里（2004年11月10日、新潮社、撮影：斎藤富士男）ISBN 4107901335
- ON a PET（2005年1月、アスコム、撮影：野沢亘伸）ISBN 4776202182
- Miri glamour(sabraムック)（2005年3月、小学館、撮影：野村誠一）
- 愛奴ルンルン(SHINCHO MOOK)（2005年8月、新潮社、撮影：荒木経惟）ISBN 4107901467
- MIRI（2006年2月、ジャパン・デジタル・コンテンツ信託、撮影：根本好伸）ISBN 4847029151
- やさしいひと（2021年8月、撮影：ayu）
- Legendary（2025年5月30日、講談社、撮影：西田幸樹）ISBN 978-4065397725[19]

### デジタル写真集
- HxH　爆乳デビュー!（2003年11月、LEVEL 4 inc.）
- SEXY PRIDE（2003年12月、LEVEL 4 inc.）
- NO CUT（2004年3月、METAL BOX）
- On Parade（2004年7月、LEVEL 4 inc.）
- Juicy Flower（2004年7月、LEVEL 4 inc.）
- H Zone（2004年8月、LEVEL 4 inc.）
- Secret Rider（2003年12月、LEVEL 4 inc.）
- Always H（2004年9月、LEVEL 4 inc.）
- チクビル（2006年7月、ぶんか社）
- Shake! Shake!（2006年10月、ラインコミュニケーションズ）
- 解禁!  Hカップ裸身vol.1・2・3(2019年11月、講談社）
- 解禁!  Hカップ裸身 完全版 (2020年3月、講談社)
- おうち水着コレクション(2020年10月、BPP)
- やさしいひと (2022年4月、Fantia)
- 『J-CUP アラート発令中！』

花井美理COVER DX [sabra net e-Book]
1~4、デラックス版 (2022年6月、小学館)